# Titularbistum Tralles in Asia
Tralles in Asia (ital.: Tralle di Asia) ist ein Titularbistum  der römisch-katholischen Kirche.
Es geht zurück auf ein früheres Bistum der antiken Stadt Tralleis in der römischen Provinz Asia im Westen der heutigen Türkei. Das Bistum gehörte der Kirchenprovinz Ephesos an.
| Titularbischöfe von Tralles in Asia |                                |                                                                                               |                    |                 |
| Nr.                                 | Name                           | Amt                                                                                           | von                | bis             |
| 1                                   | Matthew Makil                  | Apostolischer Vikar von Changanacherry und Apostolischer Vikar von Kottayam (Britisch-Indien) | 11. Juni 1896      | 26. Januar 1914 |
| 2                                   | Antonio Hernández y Rodríguez  | emeritierter Bischof von Tabasco (Mexiko)                                                     | 23. September 1922 | 13. Januar 1926 |
| 3                                   | Eugène Jacques Philippe Crépin | Weihbischof in Paris (Frankreich)                                                             | 9. April 1926      | 1. April 1942   |
| 4                                   | Emanuele Galea                 | Weihbischof in Malta (Malta)                                                                  | 9. Juni 1942       | 21. August 1974 |